# Men in Black (serie animata)
Men in Black è una serie televisiva a cartoni animati basata sui personaggi del film Men in Black.

## Personaggi principali
- Agente J
- Agente K
- Agente L
- Agente Z
- Frank il carlino
- Jack Jeebs
- Alpha / Agente A (l'antagonista principale della serie animata)

## Episodi

### Prima stagione
1. The Long Goodbye Syndrome
2. The Buzzard Syndrome
3. The Irritable Bow-Wow Syndrome
4. The Alpha Syndrome
5. The Undercover Syndrome
6. The Neuralyzer Syndrome
7. The Synbiote Syndrome
8. The Inanimate Syndrome
9. The Psychic Link Syndrome
10. The Head Trip Syndrome
11. The Elle of My Dreams Syndrome
12. The I Married an Alien Syndrome
13. The Take No Prisoners Syndrome

### Seconda stagione
1. The Little Big Man Syndrome
2. The Quick Clone Syndrome
3. The Heads You Lose Syndrome
4. The Dog Eat Dog Syndrome
5. The Big Bad Bug Syndrome
6. The Jack O'Lantern Syndrome
7. The Sonic Boom Syndrome
8. The Bad Seed Syndrome
9. The Fmall, Fmall World Syndrome
10. The Black Christmas Syndrome
11. The Supermen in Black Syndrome
12. The Star System Syndrome
13. The Blackguard Syndrome

### Terza stagione
1. The Worm-Guy Guy Syndrome
2. The Cold Sweat Syndrome
3. The Puppy Love Syndrome
4. The Lost Continent Syndrome
5. The Way Out West Syndrome
6. The Mine, Mine, Mine Syndrome
7. The Bye-Bye Worm Syndrome
8. The Lights Out Syndrome
9. The Out to Pasture Syndrome
10. The Sardines and Ice Cream Syndrome
11. The I Want My Mummy Syndrome
12. The Baby Kay Syndrome
13. The Bad Doggie Syndrome
14. The "J" is for James Syndrome

### Quarta stagione
1. The Musical Chair Syndrome
2. The Spectacle Syndrome
3. The Back to School Syndrome
4. The Opening Gambit Syndrome
5. The Future's So Bright Syndrome
6. The Loose Ball Four Syndrome
7. The Hots for Jay Syndrome
8. The Circus Parade Syndrome
9. The Virtual Crossfire Syndrome
10. The Breaking News Syndrome
11. The Zero to Superhero Syndrome
12. The Endgame Syndrome: Part 1
13. The Endgame Syndrome: Part 2

## Videogioco
Dalla serie animata è stato tratto nel 2001 un videogioco per PlayStation intitolato Men in Black - The Series: Crashdown.